# Caile (canción de Luar la L)
«Caile» es una canción del rapero puertorriqueño Luar la L, lanzado como el sencillo principal de su álbum de estudio L3tra (2022). Fue producida por Yama.

## 2020: Lanzamiento, Letra y Sonido
La canción fue lanzada junto a L3tra, el primer EP del artista borriqueño. Su letra habla de los deseos del rapero por tener relaciones sexuales con una mujer, hablándole en primera persona y contándole lo que le quiere hacer. Todo esto, acompañado por la producción de Yema que le da un aire íntimo a la canción.

## 2022: Viralización y Éxito
En 2022, la canción alcanzó un nuevo alo de popularidad en la plataforma de Spotify, luego de aparecer en el top global, para luego crecer y acomodarse en los primeros puestos de varios países.
Gran parte de este repentino éxito, tiene que ver con su viralización en la red social TikTok, en donde ya acumula 50 mil videos usando la canción. Por eso es que se está rumoreando un posible vídeo musical para la canción, que aún no ha sido confirmado por el artista.

## Créditos
- Luar La L - voz, escritor
- Yama - producción musical

## Posicionamiento en listas

### Diarias
| Listas (2022)                       | Mejor posición |
| ----------------------------------- | -------------- |
| Spotify Top 50 Global               | 32             |
| España Spotify Top 50               | 4              |
| Argentina Spotify Top 50            | 7              |
| Chile Spotify Top 50                | 17             |
| México Spotify Top 50               | 37             |
| Colombia Spotify Top 50             | 16             |
| Perú Spotify Top 50                 | 20             |
| Ecuador Spotify Top 50              | 15             |
| República Dominicana Spotify Top 50 | 63             |
| Paraguay Spotify Top 50             | 8              |
| Uruguay Spotify Top 50              | 5              |
| Costa Rica Spotify Top 50           | 20             |
| Panamá Spotify Top 50               | 22             |
| Guatemala Spotify Top 50            | 35             |
| Bolivia Spotify Top 50              | 11             |
| Honduras Spotify Top 50             | 44             |
| El Salvador Spotify Top 50          | 42             |
| Nicaragua Spotify Top 50            | 41             |